# Brenda De Banzie
Brenda Doreen Mignon De Banzie, född 28 juli 1909 i Manchester, död 5 mars 1981 i Haywards Heath, West Sussex, var en brittisk skådespelerska.

## Rollista i urval
- 1953 – På galej i Boulogne
- 1954 – Vad kvinnan vill
- 1955 – De flögo österut
- 1955 – Doktorn går till sjöss
- 1956 – Mannen som visste för mycket
- 1959 – De 39 stegen
- 1959 – Oss bovar emellan
- 1960 – Glädjespridaren
- 1961 – Farlig drift
- 1961 – Möte i september
- 1963 – Den rosa pantern